# 手塚猛昌
手塚 猛昌（てづか たけまさ、1853年12月22日（嘉永6年11月22日） - 1932年（昭和7年）3月1日）は、「時刻表の父」として知られる、明治期の実業家。日本最初の月刊時刻表とされる「汽車汽船旅行案内」の発行者。

## 経歴
現在の山口県萩市須佐出身。元の名は岡部緒三郎。
長州藩士の家柄だが家貧で四書五経を独学で修めた。長州藩永代家老の益田家が設けた郷校・育英館で学び、33歳の時に上京し慶應義塾（現・慶應義塾大学）に進んだ。
その後、庚寅新誌社を創立し政治経済雑誌を発行する一方『庚寅新誌』を発売し、政治活動を始める。荘田平五郎らのすすめで1894年に旅行案内を刊行し旅客の便をはかる。1894年（明治27年）に恩師の福沢諭吉の勧めで英国の時刻表を手本に「汽車汽船旅行案内」を発行した。全国の時刻表をまとめたもので、現在の時刻表の基礎を築いた。1914年運輸局長木下淑夫の斡旋で庚寅新誌社・交益社・博文館の3社が統合し旅行案内社となり社長就任。
続いて星亨らと東京市街鉄道をおこし、1906年（明治39年）東洋印刷(1934年破産)を設立し社長。1907年（明治40年）帝国劇場の創設に参加。1912-14年帝劇専務。1929年武蔵高等工科学校（現東京都市大学）創設。墓所は青山霊園(1ロ12-25)。

## 顕彰
山陰本線須佐駅前に「時刻表の父　手塚猛昌顕彰之碑」が建立され、功績を紹介する説明版が立てられている。碑文の揮毫は萩市長野村興兒。